# 中野清茂
中野 清茂（なかの きよしげ、明和2年（1765年） - 天保13年5月12日（1842年6月20日））は、江戸時代後期の500石旗本。播磨守。別名・中野碩翁（中野 石翁、なかの せきおう）。通称、定之助。父は300俵取りの徒頭・中野清備。正室は矢部定賢の娘。後妻に宮原義潔の娘を迎えたが、離婚している。また川田貞興の娘も妻とした。

## 概略
鋭い頭脳を有し、風流と才知に通じていたとされる。幕府では御小納戸頭取、新番頭格を勤め、十一代将軍徳川家斉の側近中の側近であった。また、家斉の愛妾・お美代の方（専行院）の養父でもある。新番頭格を最後に勤めを退いて隠居、剃髪したのちは碩翁と称した。隠居後も大御所家斉の話し相手として、随時江戸城に登城する資格を有していた。このため諸大名や幕臣、商人から莫大な賄賂が集まり、清茂の周旋を取り付ければ、願いごとは半ば叶ったも同然とまでいわれた。本所向島に豪華な屋敷を持ち、贅沢な生活をしていたが、1841年に家斉が死去し、水野忠邦が天保の改革を開始すると、登城を禁止されたうえ、加増地没収・別邸取り壊しの処分を受け、向島に逼塞し、その翌年に死去した。戒名は高運院殿石翁日勇大居士。
漢学者・五弓久文の『文恭公実録』によると、当時その豪奢な生活ぶりから、「天下の楽に先んじて楽しむ」三翁の一人に数えることわざが作られたという（残り二人は一橋穆翁こと徳川治済、島津栄翁こと島津重豪。一方、「天下の憂に先んじて憂う」という正反対の人物として白河楽翁こと松平定信が挙げられている）。
子供のころから家斉の遊び相手であったが、子供のころ木から落ちて陰茎を怪我し男女の交わりができなくなり、衆道を楽しむようになったという。

## 経歴
※日付＝旧暦
- 1783年（天明3年）9月27日、小納戸に就任。時に定之助を称す。
  - 12月18日、布衣を着用することを許される。
- 1802年（享和2年）4月7日（または4月15日）、小姓に異動。在職中、従五位下播磨守に叙任。
- 1806年（文化3年）6月、小姓頭取に異動。
- 1810年（文化7年）12月4日、小納戸頭取に異動。
- 1822年（文政5年）12月22日、500石を加増。
- 1827年（文政10年）10月8日、新番頭格式奥勤に異動。
- 1830年（文政13年）11月15日、隠居。但し、新番頭格式奥勤留任。
- 1841年（天保12年）7月、病気により辞職願いのところ、登城を御免。

（参考文献）柳営補任

## 登場する作品
小説
- かげろう絵図 - 松本清張の長編時代小説で、何度か映像化されている。
  - （1959年、映画、大映） - 演：滝沢修
  - （1983年、テレビドラマ、フジテレビ・東映） -  演：山形勲
  - （2016年、テレビドラマ、フジテレビ・東映） - 演：國村隼

映画
- 大江戸評判記 美男の顔役（1962年、東映） - 演：月形龍之介

テレビドラマ
- 遠山の金さんII（1985年 - 1986年、テレビ朝日・東映） - 演：内藤武敏
- 江戸を斬るVII（1987年、TBS・C.A.L） - 演：内田朝雄
- また又・三匹が斬る!（1991年、テレビ朝日・東映） - 演：御木本伸介
- 騎馬奉行がゆく（1995年、日本テレビ・ユニオン映画） - 演：神山繁
- 大奥「第一部～最凶の女～」/「第二部～悲劇の姉妹～」（2016年、フジテレビ） - 演：板尾創路
- 小吉の女房（2019年、NHK BSプレミアム） - 演： 里見浩太朗